# Suchohrad
Suchohrad (bis 1948 slowakisch „Dimburk“ – bis 1927 „Dimburg“; deutsch Dimburg/Dürnburg, ungarisch Dimvár – bis 1907 Dimburg) ist eine Gemeinde im äußersten Westen der Slowakei.
Die Gemeinde liegt direkt an der Grenze zu Österreich an der March, gegenüber Stillfried, einer Katastralgemeinde von Angern an der March, etwa 15 km von Malacky und 35 km von Bratislava entfernt.
Die erste schriftliche Erwähnung erfolgte 1458 als Dumburg.

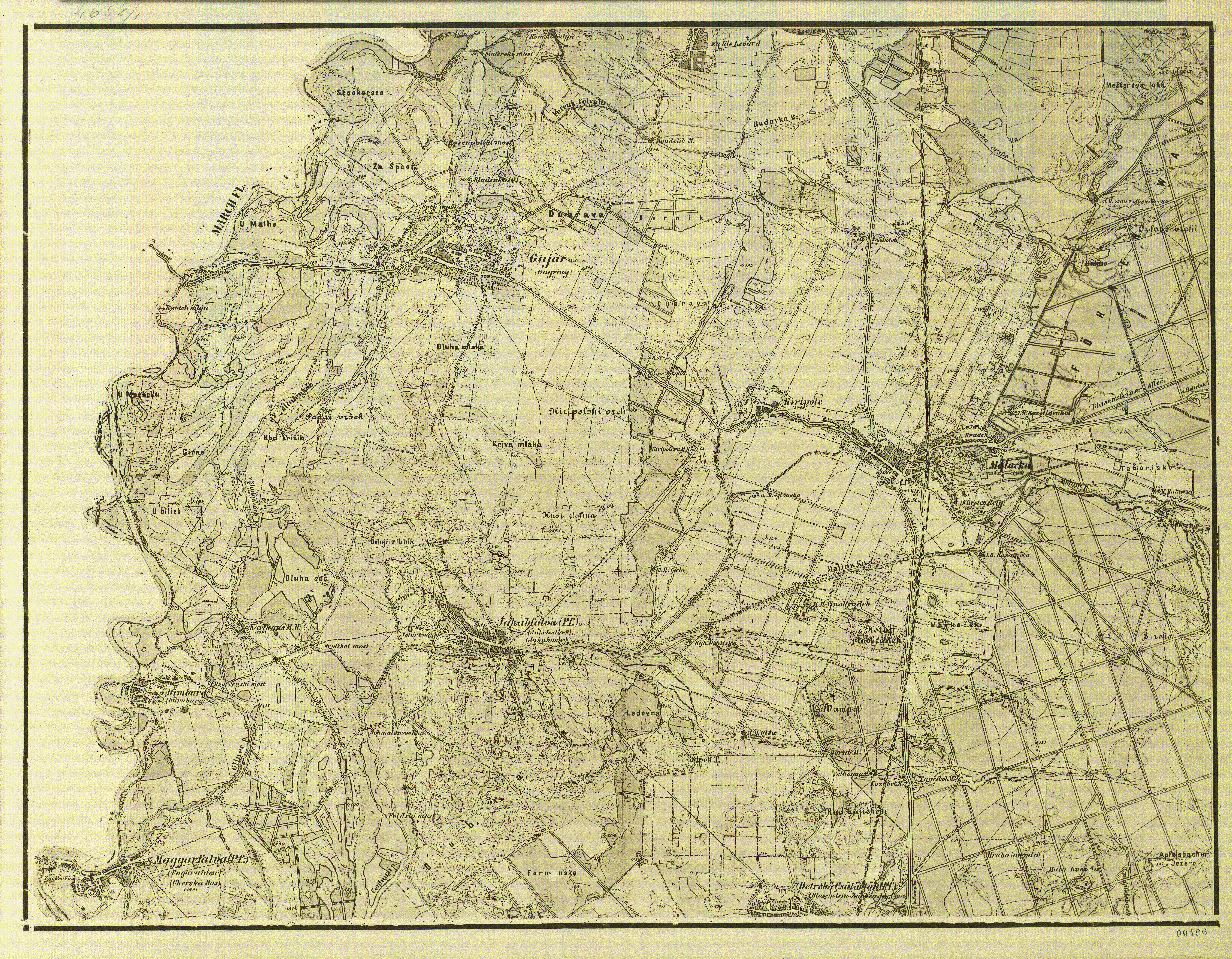
Das damalige Dimburg/Dürnburg (außen links) und seine Umgebung, um 1873 (Aufnahmeblatt der Landesaufnahme)

## Bevölkerung
| Jahr                | 1994 | 2004    | 2014     | 2024    |
| ------------------- | ---- | ------- | -------- | ------- |
| Anzahl der Personen | 540  | 573     | 647      | 683     |
| Unterschied         |      | +6,11 % | +12,91 % | +5,56 % |

| Jahr                | 2023 | 2024    |
| ------------------- | ---- | ------- |
| Anzahl der Personen | 691  | 683     |
| Unterschied         |      | −1,15 % |